# Višňová (okres Jindřichův Hradec)
Višňová (německy Wischnau) je obec v okrese Jindřichův Hradec v Jihočeském kraji. Žije zde 99 obyvatel. Ve vzdálenosti deset kilometrů leží západně město Veselí nad Lužnicí, deset kilometrů severozápadně město Soběslav a patnáct kilometrů jihovýchodně město Jindřichův Hradec.

## Historie
První písemná zmínka o vesnici pochází z roku 1340.

## Přírodní poměry
Západně od vsi se nachází vršek Strážka (499 metrů), kde se nachází vodojem.

## Obyvatelstvo
| Rok            | 1869 | 1880 | 1890 | 1900 | 1910 | 1921 | 1930 | 1950 | 1961 | 1970 | 1980 | 1991 | 2001 | 2011 | 2021 |
| -------------- | ---- | ---- | ---- | ---- | ---- | ---- | ---- | ---- | ---- | ---- | ---- | ---- | ---- | ---- | ---- |
| Počet obyvatel | 270  | 231  | 266  | 268  | 251  | 251  | 257  | 174  | 169  | 144  | 105  | 85   | 77   | 70   | 100  |
| Počet domů     | 40   | 42   | 44   | 44   | 44   | 44   | 48   | 53   | 44   | 40   | 37   | 44   | 53   | 53   | 55   |

## Obecní správa
Mezi lety 1850–1960 byla Višňová obcí v okrese Tábor (1850–1930), posléze v okrese Soběslav (1950) a později v okrese Jindřichův Hradec. V letech 1960–1976 patřila jako část obce k Pleším. Od 30. dubna 1976 do 30. června 1990 patřila jako část města ke Kardašově Řečici a od 1. července 1990 je opět samostatnou obcí.

## Pamětihodnosti
- Kaple svatého Pavla
- Křížek u kaple
- Křížek u fotbalového hřiště